# Alphée Dubois
Alphée Dubois (17 januari 1831 in Parijs - 6 september 1905 in Clamart) was een Frans kunstenaar. Hij was schilder, ontwerper van postzegels en maakte ook medailles. Lang na zijn dood, in 1926, greep men op zijn ontwerp van een Marianne terug voor de voorzijde van de Franse Medaille der Ontsnapten.
Alphée Dubois was Ridder in het Legioen van Eer.
- Bibliothèque nationale de France: cb14094490f (data)
- Gemeinsame Normdatei: 1033770183
- International Standard Name Identifier: 0000 0001 0762 6266
- KulturNav: 2749a45f-124b-4e47-b6fe-1aa0b2d61713
- Base Léonore: LH//811/11
- Système universitaire de documentation: 182655970
- Museum of New Zealand Te Papa Tongarewa: 15168
- Union List of Artist Names: 500427421
- Virtual International Authority File: 160299941
- WorldCat: E39PBJqKgtvg6388jxjFh4CJDq